# Bruce Faulconer
 (janvier 2014).
Si vous disposez d'ouvrages ou d'articles de référence ou si vous connaissez des sites web de qualité traitant du thème abordé ici, merci de compléter l'article en donnant les références utiles à sa vérifiabilité et en les liant à la section « Notes et références ».
Bruce Faulconer (né le 
10 septembre 1951 à Dallas, Texas) est un compositeur américain.

## Formation
Bruce Faulconer a reçu une formation musicale avancée en composition à l'Université du Texas avec des compositeurs tels que Hunter Johnson (en), Karl Korte, Joseph Schwantner et Eugene Kurtz. Pendant ses études à l'Université du Texas à Austin, il a obtenu un doctorat en arts musicaux en composition. Il a également reçu deux bourses postdoctorales présidentielles de Ohio State University en tant que compositeur en résidence.

## Biographie
Il a travaillé sur plusieurs films tels que Bystander Theory ou War of Honor, mais est principalement connu pour son travail sur la bande son américaine de l'anime Dragon Ball Z.
C'est dans son studio d'enregistrement, CakeMix recording studio, que Bruce Faulconer enregistre la musique de divers programmes, dont Dragon Ball Z à partir de la saison no 3. Son travail sur la série DBZ s'étend sur neuf albums, représentant quasiment neuf heures de musique dédiée, et vient donc remplacer aux États-Unis la bande-son originale composée par Shunsuke Kikuchi.